# 재커 전격대 vs. 고레인저
《재커 전격대 vs. 고레인저》(일본어: 劇場版 ジャッカー電撃隊VSゴレンジャー 자카 덴제키 타이 타이 고렌자[*]) (재커에서 온 게키타이 브이에스 고레인저)는 1978년 봄방학 도에이 만화 축제에서 상영된 극장용 오리지널 작품이며, 1978년 3월 18일에 개봉했다. 병방은 《세계 명작 동화 오야유비 공주》, 《행성 로보 댄 가드 A우주 오미전》, 《캔디 캔디 봄의 외침》, 《잇큐 씨와 장난 공주》의 4개가 있다.

## 개요
수수께끼의 UFO들과 유럽에서 가면 라이더 V3과 싸우던 철면 군단, 사하라 사막에서 고레인저와 싸우던 사하라 군단, 몽골에서 키카이다와 싸우던 권투사 군단이 텔레비전 시리즈 《재커 전격대》의 극중에서 죽은 것의 철의 손톱(아이언 크로)앞에 집결하고 범죄 조직 범죄를 재결성, 과학 특수대의 연료 부대를 습격하고 강탈한 우라늄을 바탕으로 수소 폭탄을 제조하고 세계를 정복하려는 범죄에 재커와 고레인저가 맞서 스토리 하고 있다.
고레인저의 5명 중 변신 전의 모습은 페기 마츠야마(모모 레인저)밖에 등장하지 않지만 미도레인저와 키레인저의 목소리는 오리지널 캐스트가 담당하고 있다. 또 미 드레인 밥솥의 목소리는 텔레비전 시리즈의 뱅크를 재사용하고 아카 레인저의 목소리는 뱅크 음성과 대역의 목소리를 병용했다.
도에이 만이 축제에서는 이미 애니메이션 영화로서 나가이 고우 원작 작품들이 경연하다 극장판 마징가 시리즈(《마징가 Z-데블맨》, 《그레이트 마징가-게터 로보》 등)이 선례로 삼고 있었지만 특수 촬영 작품에서는 본 작품이 유일한 경연 작품이다. 또 본 작품에서는 세계 각지에서 다른 이시 모리 특촬 히어로가 싸운다는 묘사가 이루어지며 악역에도 아마모토, 안도, 조수 등 각 작품에서 활약한 배우가 기용되는 등, 이시노모리 히어로 작품의 집대성적 작품이 된다.
《재커 전격대》를 마지막으로 상영 당시에는 다수 제작된 이시모리 쇼타로 원작의 도에이 특수 촬영 작품의 대부분이 종료하고 있다.
복수의 슈퍼 전대가 경연하고 적과 싸우는 스타일은 18년 후의 1996년부터 시작된 오리지널 비디오 작품 시리즈 〈슈퍼 전대 V시네마〉에 인계되어 있다. 또 이시 모리 원작의 토에이 작품의 연결을 영상으로 명확히 그려진 몇 안 되는 작품의 하나인("아마존에서는 가면 라이더 아마존이 십면 귀과 싸우고 있다"등의 언급도 있다).

## 줄거리
포커에서 패한 벌로, 신주쿠에서 카렌의 쇼핑의 짐 부담을 했다 재커의 면면 그 상공에 갑자기 UFO가 나타나고 거리는 혼란에 빠졌다. 허둥지둥 기지로 돌아온 재커는 스카이 에이스로 이 원반을 뒤쫓는다. 그러나 그 UFO는 재커들을 모은 미끼이며, 그 사이에 과학 특수대의 연료 부대가 피랍되는 우라늄을 강탈되고 만다.
기지로 돌아온 재커는 크지라이 장관과 반바 행동 대장에서 범죄는 괴멸하지 않았던 것이나 범죄가 세계에서 영웅들과 싸운다"권투사 군단"와 단합된 것을 듣는다.
그런 가운데 「기괴 곶」의 수소 폭탄 제조 공장에 잠입한 간첩·001이 정보를 가져가와 기지를 탈출하지만 도중에서 사살되고 만다. 001의 익사체를 검사할 때 사쿠라이와 카렌은 수상한 여자를 발견하고 추적을 시작. 막다른 여자는 사쿠라이들에게 신분 증명서를 보였다. 《고레인저》, 그녀는 서 사하라에서 권투사 군단을 쫓아 들어온 복숭아 레인저 것 페기 송산이었다. 001이 입던 옷은 태양 광선을 쬐면 글자가 나타나는 장치가 되고 있으며 이는 스큐타레ー 암호(막대기에 감으면 문장으로 알게 되고 있다)이었다. 그 암호에는 「원반」「수폭」글씨, 그리고 쓴 위도, 경도가 교차점에는 비밀 아지트가 있음이 기록되어 있었다.
곧"기괴 곶"을 향한 재커와 페기했다. 사쿠라이·캐런 페기가 동·대지를 미끼로 하고 엄중한 경계망을 뚫고 기지에 침입. 거기에서 사쿠라이들은 범죄 수령 아이언 쿠로의 작전의 전 모를 알아라. 그것은 「도쿄를 포함한 세계 7대 도시에 수소 폭탄을 떨어뜨리고 일시적으로 UFO에서 우주에 대피했다. 소동이 들어간 곳에 다시 지상에 내려서다 세계 정복을 끝내다」라고 하는 것이었다. 그러나 사쿠라이들은 발견되어, 복숭아 레인저와 함께 기지 밖으로 탈출. 거기에 한번 기지로 돌아오던 동쪽과 대지가 스카이 에이스로 등장했다. 탑재한 변신 캡슐로 사쿠라이 카렌도 변신하고 재커가 전투 준비 완료했다. 더욱이 서 사하라에서 고레인저를 태운 발리 도린가 일본에 귀환했다.
이렇게 고레인저와 이룬 범죄 사천왕과 사투를 시작한 것이었다.

## 출연진
- 사쿠라이 고로 - 단바 요시타카
- 히가시 류 - 이토 헤이잔
- 카렌 미즈키 - 미치 러브
- 다이치 분타 - 가사도 유스케
- 반바 소우키치 - 미야우치 히로시
- 쿠지라이 다이스케/조커 - 다나카 히로시
- 카이조 츠요시 - 마코토 나오야
- 신메이 아키라 - 미야우치 히로시
- 쿠마노 다이고로 - 다루마 지로
- 페기 마츠야마 - 고마키 리사
- 아스카 켄지 - 이토 유키오